# Avro F
L'Avro F est un avion monoplace de course britannique construit avant la Première Guerre mondiale et qui fut probablement le premier avion au monde à disposer d’une cabine fermée faisant partie intégrante de la cellule. 

## Description
C’est fin 1911 que fut lancée la construction de cet appareil utilisant les éléments de construction de l’Avro E. On retrouvait en particulier les longerons inférieurs de fuselage, utilisés cette fois également pour former les longerons supérieurs, donnant au fuselage un aspect symétrique très profilé. Le train d’atterrissage à patin central et voie étroite était également identique à celui de l’Avro 500, mais l'’Avro F était un monoplan à aile médiane, un réseau de câbles d’acier tenus par un pylône situé au-dessus du fuselage et le châssis de l'atterrisseur assurant la tenue du porte-à-faux et le contrôle du gauchissement. Le pilote accédait à l’intérieur de l’appareil par une trappe située au-dessus du fuselage, dont le revêtement était assuré dans la partie avant par des panneaux transparents de celluloïd. De chaque côté du fuselage un hublot circulaire pouvait également être ouvert pour permettre au pilote de passer sa tête, opération probablement peu aisée dans un espace aussi restreint : au plus large, le poste de pilotage n’offrait que 60 cm.

## Handicapé par son moteur
Équipé d’un moteur 5 cylindres en étoile Viale de 35 ch, le prototype prit l’air le 1er mai 1912. Le 17 mai il atteignit l’altitude de 305 m et une présentation publique fut organisée à Hendon le 25 mai. Piloté par Wilfried Parke, le prototype fut victime d’une panne de moteur et termina sa course dans une barrière. Avro en profita tout de même pour démontrer que l’avion pouvait être démonté en 25 minutes par 4 personnes pour être ensuite transporté par la route. Piloté par R.H. Barnwell, le prototype reprit l’air le 13 septembre, mais le train d’atterrissage ayant été endommagé au roulage, l’atterrissage ne pouvait que se terminer par la destruction du monoplan, qui ne fut pas reconstruit. Le moteur Viale de l’Avro F est conservé au Science Museum de Londres.